# Бухарский олень
Буха́рский, или туга́йный оле́нь (лат. Cervus elaphus bactrianus) — подвид благородного оленя, обитающий в Центральной Азии.

## Описание

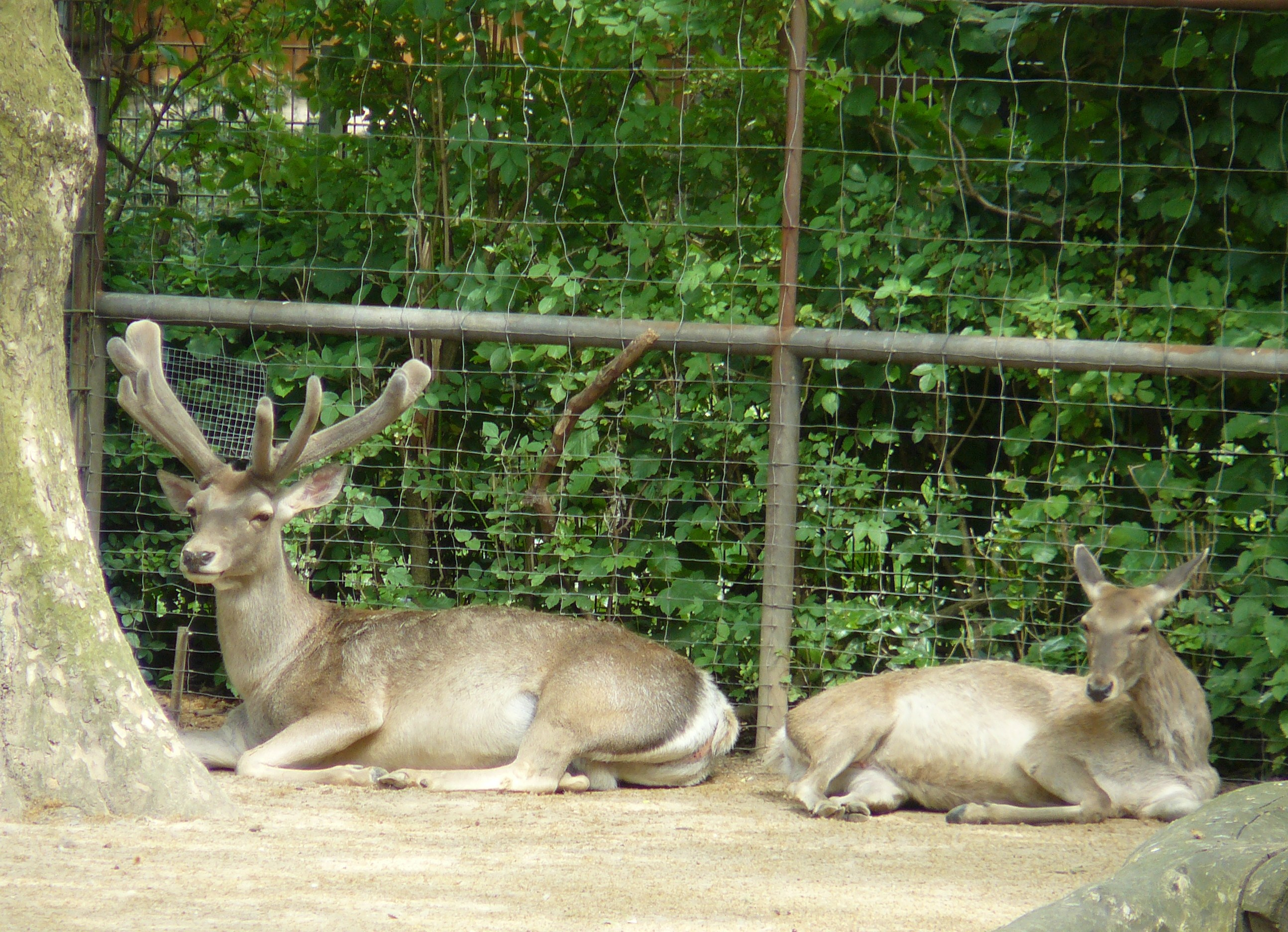
Бухарские олени

Высота этого стройного грациозного животного около 120 см в холке. Ветвистые рога украшают самцов оленей только до весны (март-апрель). Самки безроги. Длина рогов достигает 110 см, при 5 отростках (в редких случаях на пятом отростке 2 дополнительных, размером до 2 см). Масса оленей около 200 кг. Окраска тела светло-пепельная с коричневато-желто-серым оттенком; летом более яркая, чем в зимний период. Ноги намного светлее основного окраса. Пятно под хвостом, называемое «Зеркало», в верхней его части рыжеватое и ниже — белое. Новорожденные оленята светлого окраса, с разбросанными мелкими округлыми пятнами на боках. Высота малышей до 60 см в холке. Масса тела новорождённых около 9 кг.

## Распространение

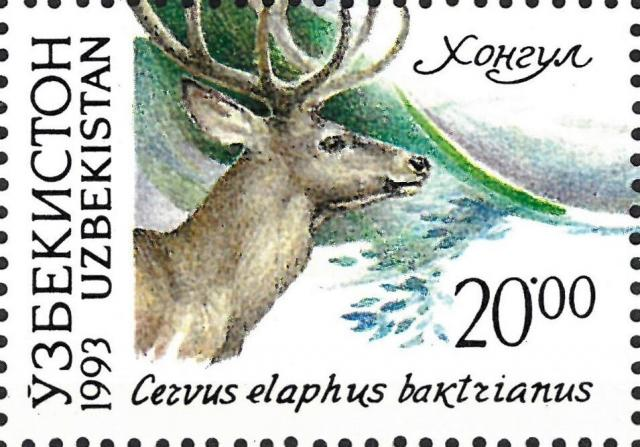
Почтовая марка Узбекистана 1993 года.

Стада бухарского оленя обитают на территории Центральной Азии и Казахстана, в тугайных лесах и в высокой траве по берегам водоёмов, питаясь растительной пищей. На солончаках ищут соль.

## Численность и охрана
В 1999 их уже насчитывалось не более 400 особей. Наибольшие потери понёс Таджикистан из-за гражданских конфликтов. Сейчас небольшая популяция бухарского оленя (около 20 голов) сохраняется в заповеднике Тигровая балка. Учёты, проведённые при поддержке WWF Россия на основании Меморандума по сохранению бухарского оленя подписанного Таджикистаном, Казахстаном, Туркменистаном, WWF Россия и присоединившимся позже Узбекистаном, численность оленя в заповеднике «Тигровая балка» составляет около 140—150 голов. Ещё примерно 40 голов оленя обитает в Заравшанском заказнике (Таджикистан), на границе с Заравшанским заповедником (Узбекистан).
В Амударьинском заповеднике Туркменистана в 2016-2017 годах численность оленя достигала 60 голов. Ещё 60 голов обитали в тугаях Амударьи на участке от урочища Джаргузер до посёлка Мукры (1450 гектаров).
С тех пор международными экологическими организациями была оказана помощь заповедникам и заказникам, где ещё обитал бухарский олень. Кроме того, Всемирный фонд дикой природы (WWF) провёл реинтродукцию — возвращение в природу — бухарских оленей там, где они когда-то жили. Например, теперь бухарские (тугайные) олени живут в Зарафшанском заповеднике в Узбекистане. В 2007 году в Казахстан привезли оленей, установили охраняемые территории и заповедники. В результате к 2011 году численность бухарских оленей в Центральной Азии достигла около 1600 особей.